# Sonome
Shiba Sonome (斯波 園女) (1664 – 1726) est une poétesse japonaise zen. Elle est amie avec Matsuo Bashō et leur correspondance est un trésor de l'histoire du zen et des haiku. Sa poésie est réputée pour son sens inné et immédiat de l'intention.